# アスター (ころんのアルバム)
『アスター』は、すとぷりのメンバー・ころんの1stフルアルバム。2021年1月27日発売。発売元はSTPR Records。ころんが自ら作詞を行った楽曲のほか、みきとPや蝶々Pが制作してYouTubeで発表してきた曲に加え、ピノキオピー、烏屋茶房、TOKOTOKO（西沢さんP）、Kanariaなどが参加しているアルバム。

## 背景
2019年5月、ころんの23歳の誕生日を祝って楽曲「敗北ヒーロー」が制作された。ころんが作詞を手がけ、同じくすとぷりのメンバーであるるぅとが作曲を担当。ころんは「いつも活動を一緒にしている友達が作ってくれたらすごくいい」と考え、るぅとに制作を依頼。るぅとは「どんな曲をプレゼントしたらころんくんを表現できるのか」と考え、楽曲を完成させた。楽曲のミュージックビデオはころんの誕生日である5月29日にYouTubeで公開された。
ころんにとってみきとPは憧れの人物であり、高校時代にはみきとPの楽曲を聴きながら試験勉強をしていた。ころんが大好きなボカロPとして挙げるみきとPに、曲の世界観を「おまかせ」して制作を依頼。2020年4月にみきとPの書きおろした「だいよげん」が発表され、ミュージックビデオが公開された。
2020年5月29日、「敗北ヒーロー」の続編となる「敗北の未来地図」をころんの誕生日に発表。「敗北ヒーロー」と同じメンバーで制作され、ミュージックビデオが公開された。るぅとところんによる話し合いで「去年よりも少し勢いのある、かっこいい曲」を制作することに決め、メロディーを作った後に歌詞がつけられた。自粛期間中に制作されたこともあり、ころんが「そのときに感じていた悔しいこと、苦しいことをイメージしてダークな曲調」で制作された。
2020年12月にこれらのYouTube上で発表した曲などを収録したアルバムを発売することが決定された。アルバムに参加するアーティストは、ころんが「大好きなボカロP」から人選が行われた。アルバムのタイトル『アスター』は、花の名前に由来する。「リスナーのみんなに信じて付いて来てほしい」というころんの想いがこめられており、花言葉の「信頼」という意味があることからつけられたタイトルである。アルバム制作中のころんは苦労し、マネージャーに駄々をこねたこともあったが、その分「いい作品」が完成されている。ころんの「今までの歴史」が詰めこまれたアルバムとなっている。
2021年1月30日にはアルバムの発売を記念して、単独では初となる3Dモデルでの生配信ライブを開催。すとぷりのメンバーでは莉犬とななもり。に続いて3人目となる3Dライブとなった。同時視聴者数が6.9万人となり、ライブ中にはTwitterにて「#ころん3D」のハッシュタグが世界トレンド1位を獲得し、反響を得ている。

## 録音
「だいよげん」のレコーディングは、みきとPが用意したスタジオで行われた。「憧れの方の本拠地にお邪魔する」ような気持ちを抱いたころんは、レコーディング時にとても緊張していたが、懸命に歌ったことにより、「ころんらしい曲」に仕上げた。「曲の世界観を出すのがとても難しかった」が、みきとPのアドバイスにより「自分の色を出せた作品に仕上げ」られたところんは述べている。みきとPによると、難しいコーラスワークに忍耐強く挑戦し、集中力を切らすことなく、熱意とガッツに溢れたレコーディングであった。録り終えた直後には、みきとPところんで握手を交わした。「敗北の未来地図」では、「持っている力を120%出せた」ころんは、レコーディング後に達成感があったのだという。「404」では、曲の根底にあるピノキオピーの思いを「代表して伝えるような気持ちで」歌い上げられた。
「パンピじゃないのよッ!!」はころん名義ではなく、すとぷりの曲として収録。ころんのレコーディングはメンバーの莉犬と同じタイミングで行われた。「パンピじゃないのよッ!!」を「エモめに歌い上げていた」という莉犬に、ころんは「この曲はうまさじゃない」と言い、「楽しさを届けるための曲」であることを伝えるために、率先してテンションを高めにして歌い上げた。しかしころんが「張り切る必要もないくらい」メンバーがノリノリで歌ったことにより、「大満足の1曲」に仕上がったという。
リスナーのことを第一に考えていたころんは、アルバムのレコーディング前にエゴサーチを行い、リスナーの「求めているものを歌で表現できるよう心がけ」て制作された。

## リリース
ころんの初のソロアルバム。ジャケットにはイラストレーターのnanaoによるイラストが用いられている。
初回限定DVD盤はデジパックとスリーブ仕様となっており、「アスター」の実写ミュージックビデオやそのメイキング映像を収録したDVDが付属。ミュージックビデオは初の実写映像で、黒い衣装を着用し、生バンドを従えて撮影が行われている。「映画のワンシーンみたいなスタイリッシュさ」に仕上がったミュージックビデオは、アルバム発売前の2021年1月17日にYouTubeにて公開され、話題となった。
規格品版は以下の通り。
- 初回限定DVD盤：STPR-9017
- 通常盤：STPR-1010

## 収録曲

### アルバム
| #         | タイトル                                 | 作詞                  | 作曲                  | 編曲                  | 時間  |
| --------- | ---------------------------------------- | --------------------- | --------------------- | --------------------- | ----- |
| 1.        | 「アスター」                             | ころん                | 三村一輝              | 遠藤直弥              | 3:11  |
| 2.        | 「Mad Hat Rabbit」                       | 烏屋茶房              | 烏屋茶房              | 烏屋茶房              | 3:51  |
| 3.        | 「恋の引力で」                           | TOKOTOKO（西沢さんP） | TOKOTOKO（西沢さんP） | TOKOTOKO（西沢さんP） | 2:54  |
| 4.        | 「404」                                  | ピノキオピー          | ピノキオピー          | ピノキオピー          | 3:27  |
| 5.        | 「レイジークレイジー」                   | Kanaria               | Kanaria               | Kanaria               | 2:16  |
| 6.        | 「××テクニック」                         | 吉澤詩織              | 宮川麿                | 宮川麿                | 4:02  |
| 7.        | 「きゅんですきゅんです」                 | 谷口尚久              | 宮川麿                | 宮川麿                | 3:55  |
| 8.        | 「コスミックムーズ」                     | KOUTAPAI              | 5u5h1                 | 5u5h1                 | 3:58  |
| 9.        | 「だいよげん」                           | みきとP               | みきとP               | みきとP               | 4:39  |
| 10.       | 「敗北の未来地図」                       | ころん                | るぅと×松             | 松                    | 4:10  |
| 11.       | 「Monopolize」                           | 蝶々P                 | 蝶々P                 | 蝶々P                 | 4:35  |
| 12.       | 「恋はJust In Me」(（さとみ×ころん）)    | MUTEKI DEAD SNAKE     | MUTEKI DEAD SNAKE     | MUTEKI DEAD SNAKE     | 4:48  |
| 13.       | 「パンピじゃないのよッ!!」(（すとぷり）) | MUTEKI DEAD SNAKE     | MUTEKI DEAD SNAKE     | MUTEKI DEAD SNAKE     | 3:47  |
| 14.       | 「敗北ヒーロー」                         | ころん                | るぅと×松             | 松                    | 4:35  |
| 合計時間: | 合計時間:                                | 合計時間:             | 合計時間:             | 合計時間:             | 54:08 |

### 曲解説
「アスター」
アルバムの表題曲。ころんが作詞を手がけた3番目となる曲で、「リスナーに気持ちを伝えよう」と考え、詞が書かれている。
「404」
ピノキオピーが作詞作曲を手がけた曲。アルバム発売の発表に合わせて、ミュージックビデオが公開された。
「だいよげん」
ソロとして2曲目のオリジナル曲。「とてもクリアでナチュラル、色んな意味で“新しい世界”を予感させるアーバンな曲」な仕上がりとなっている。制作者のみきとPによると、ころんの「武器である『声』に焦点をあてたのは正解」であったという。
「敗北の未来地図」
「敗北ヒーロー」と比べ「少し暗い印象を受ける歌詞」であるが、「ポジティブな気持ちになれるように」というころんの想いと、「未来への1歩を踏み出そうとするメッセージが込められている」曲である。すとぷりのメンバーのジェルによると、この楽曲の本当の意味は「ハイ!僕の未来地図!」であり、ころんの経験が楽曲となっている。
「Monopolize」
リスナーから「ころんといえば『Monopolize』」と言われることがある曲で、ころんにとって大事な楽曲。ころんが好きな蝶々Pの要素が詰めこまれた曲となっている。
「恋はJust In Me」
「大人びた感じの落ち着いた曲調」で、さとみとのコラボ曲。
「パンピじゃないのよッ!!」
「ユーロビートに振り切った曲調」の楽曲。
「敗北ヒーロー」
ころんの初となるソロ曲で、「リスナーへの思いを込めた代表曲」である。「負けそうになったら僕が付いているから一歩踏み出してみよう」というころんの思いがこめられている曲。ころんによると「天気で言うと快晴」で、「疾走感あふれる曲」にしたいと考え制作されている。楽曲のミュージックビデオについて、ツイキャスの配信にて「5年間のすべて」を詰めこんだと、ころんが涙ながらに語っている。ジェルによると、この楽曲の本当の意味は「負けているヒーロー」ではなく「ハイ僕ヒーロー」であり、「君を救いにきた」という想いがこめられた曲となっている。るぅとは歌詞と曲が合わさり、「ボーカルが入ったときに、一体感が生まれてとても感動」したという。ライブでは2019年6月30日、「すとろべりーめもりーvol.8」の2日目のソロコーナーにて初めて歌唱された。2021年の誕生日には、「敗北ヒーロー -Piano Ver.」のミュージックビデオを公開。

## チャート成績
初日の売上で5.4万枚を記録。1月26日付、1月27日付、1月29日付、1月30日付、1月31日付、2月1日付のオリコンデイリーアルバムランキングで1位を獲得。
初週売上9.4万枚を記録。2月8日付オリコン週間アルバムランキングで初登場1位を獲得。同日付オリコン週間合算アルバムランキングで1位を獲得。同日付Billboard Japan Hot Albumsでも1位を獲得。
タワーレコード新宿店アニソンコーナーランキングでは1月25日から31日の1位を獲得した。
2021年1月にはアルバムがゴールドディスクに認定。オリコン月間アニメアルバムチャートの2021年1月度で1位を獲得。
2021年度のオリコン年間アルバムランキングでは30位にランクイン。同年度の男性ソロアーティストのアルバムとしては、同ランキング21位にランクインした桑田佳祐のミニ・アルバム「ごはん味噌汁海苔お漬物卵焼き feat. 梅干し」に次いで2番目に高い順位を記録した。